# Pequena África

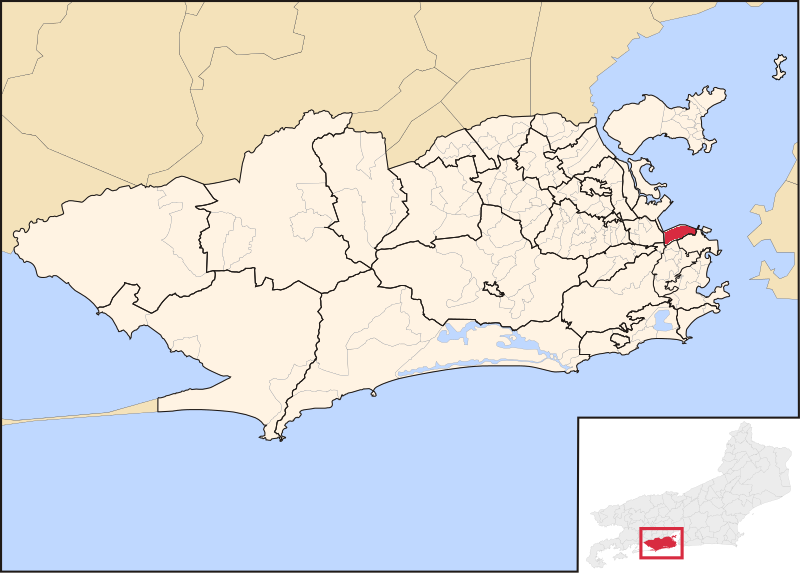
Pequena África 1850 - 1920

Pequena África é o nome dado por Heitor dos Prazeres a uma região do Rio de Janeiro compreendida pela zona portuária do Rio de Janeiro que compreende os bairros da Gamboa, Saúde, onde se encontra a Comunidade Remanescentes de Quilombos da Pedra do Sal, Santo Cristo, e outros locais habitados por escravizados alforriados e que de 1850 até 1920 foram conhecidos por Pequena África.

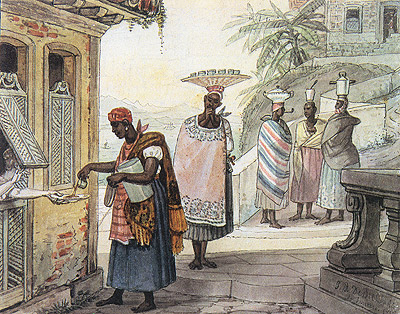
Pano da costa no século XIX.

Descrita por João do Rio em 1904, no livro As Religiões no Rio, com pinceladas estranhas e bizarras, o lado negro e pobre do Rio com distorções de palavras ditas por um africano chamado Antônio que estudou em Lagos que lhe serviu de (intérprete) na Pequena África:

"Da grande quantidade de escravos vindos para o Rio no tempo do Brasil colônia e do Brasil monarquia, restam uns mil negros (só no cais). São todos das pequenas nações do interior da África, pertencem ao ijexá, oié, ebá, aboum, hauçá, itaqua, ou se consideram filhos dos ibouam, ixáu dos gege e dos cambindas. Alguns ricos mandam a descendência brasileira à África para estudar a religião, outros deixam como dote aos filhos cruzados daqui os mistérios e as feitiçarias. Todos porém, falam entre si um idioma comum - o eubá (iorubá). E conclui: Antônio, que estudou em Lagos, dizia: O eubá para os africanos é o inglês para os povos civilizados. Quem fala o eubá pode atravessar a África e viver entre os pretos do Rio. Só os cambindas ignoram o eubá, mas esses ignoram até a própria língua, que é muito difícil, quando os cambindas falam, misturam todas as línguas. Agora os Orixás e os Alufás só falam o eubá."

Nesse trecho, a palavra Orixás é usada para designar as pessoas do candomblé, os nagôs, bantos e jejes na maioria analfabetos e a palavra Alufás refere-se aos negros muçulmanos que eram cultos que liam e escreviam em árabe.

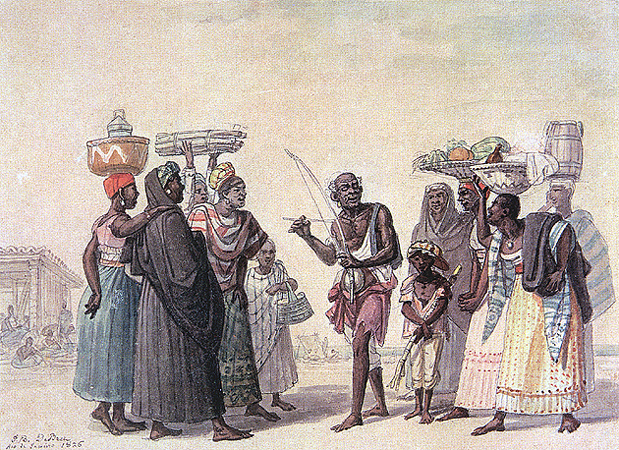
trajes africanos século XIX

"As iauô abundam nesta "Babel da crença", cruzam-se com a gente diariamente, sorriem aos soldados ébrios nos prostíbulos baratos, mercadejam doces nas praças, às portas dos estabelecimentos comerciais, fornecem ao Hospício a sua quota de loucura, propagam a histeria entre as senhoras honestas e as cocottes, exploram e são exploradas, vivem da crendice e alimentam o caftismo inconsciente. As iauô, são as demoníacas e as grandes farsistas da raça preta, as obsedadas e as delirantes. A história de cada uma delas, quando não é uma sinistra pantomima de álcool e mancebia, é um tecido de fatos cruéis, anormais, inéditos, feitos de invisível, de sangue e de morte. Nas iauô está a base do culto africano. Todas elas usam sinais exteriores do santo, as vestimentas simbólicas, os rosários e os colares de contas com as cores preferidas da divindade a que pertencem; todas elas estão ligadas ao rito selvagem por mistérios que as obrigam a gastar a vida em festejos, a sentir o santo e a respeitar o pai de santo."

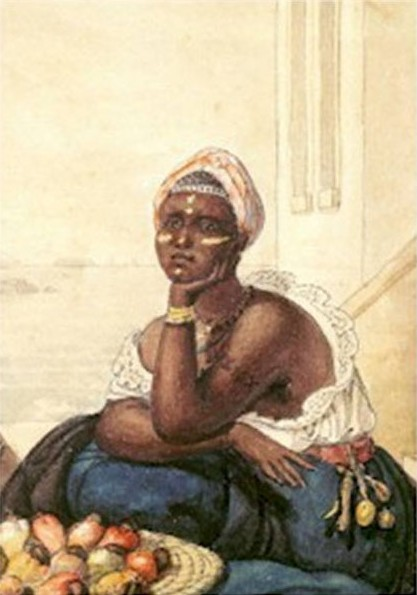
Africana vendendo caju

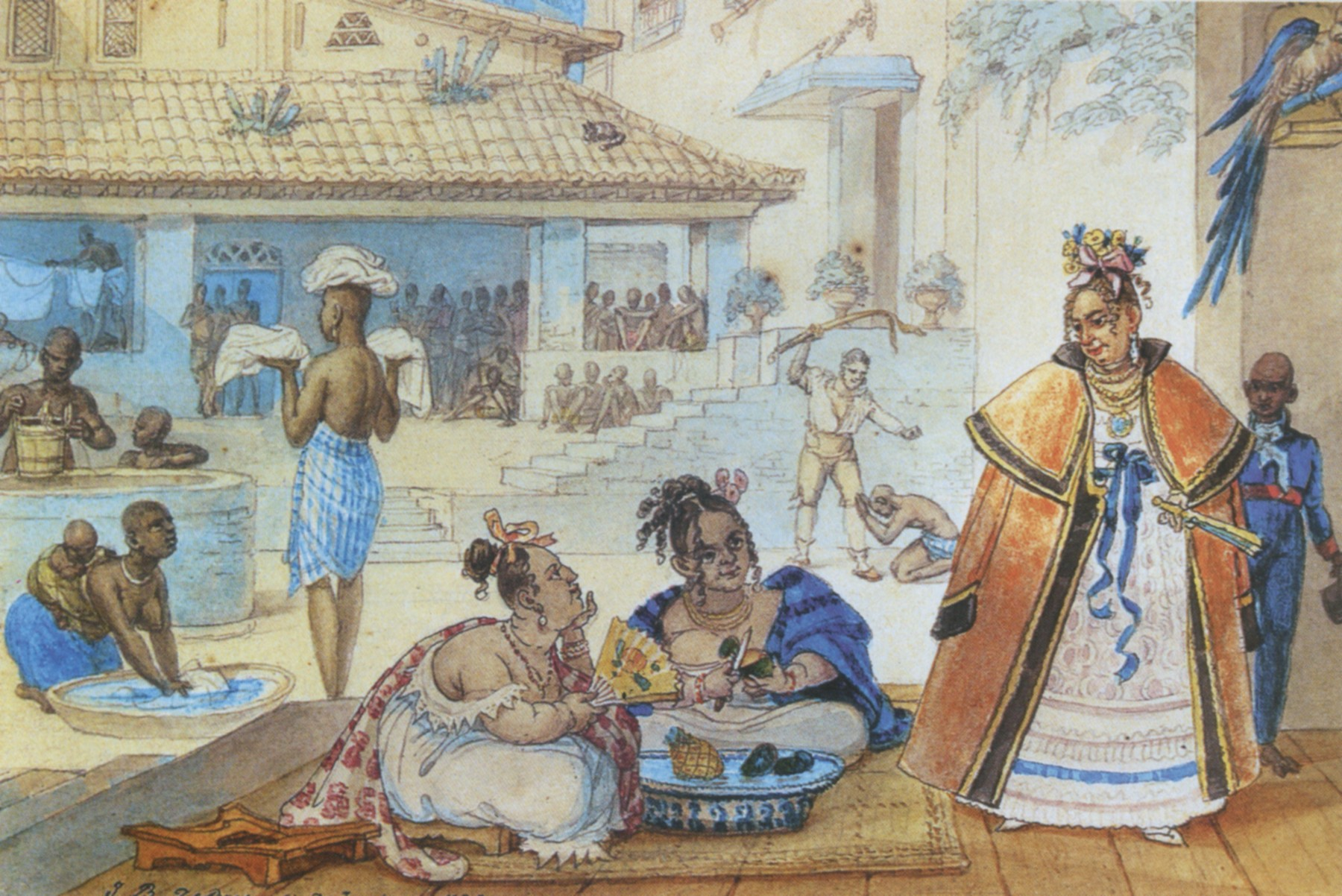
Trajes africanos no século XIX.

Neste outro trecho, fala das iaôs do candomblé como se todas fossem prostitutas, coisa que não é verdade, presume-se pelos relatos que o africano Antônio deve tê-lo levado só nos antros, zonas de meretrício e pais de santo marmoteiros de macumba, pois em outro trecho descreve a feitura de uma iaô, coisa que um terreiro sério jamais permitiria a um estranho, mesmo que acompanhado de pessoa da casa. Talvez chame de iauôs tanto as quituteiras pelo fato de se vestirem para o trabalho como se vestem as filhas de santo de um terreiro, como outras africanas vindas da Bahia por usarem o mesmo traje na época.
Descrição de Antônio feita por João do Rio:

"Antônio é como aqueles adolescentes africanos de que fala o escritor inglês. Os adolescentes sabiam dos deuses católicos e dos seus próprios deuses, mas só veneravam o uísque e o schilling. Antônio conhece muito bem N. S.ª das Dores, está familiarizado com os orixálas da África, mas só respeita o papel-moeda e o vinho do Porto. Graças a esses dois poderosos agentes, gozei da intimidade de Antônio, negro inteligente e vivaz; graças a Antônio, conheci as casas das ruas de São Diogo, Barão de S. Felix, Hospício, Núncio e da América, onde se realizam os candomblés e vivem os pais-de-santo."

Num gueto africano só lhe foi mostrado o que queriam que ele visse. O candomblé sério foi resguardado dos olhos curiosos. Se, por um lado foi bom, por outro, nem tanto: um livro foi escrito contendo absurdos sobre os orixás que foram tomados como verdade absoluta, como a identificação de Exu com o próprio diabo.
Essa não era a Pequena África adorada e frequentada por grandes figuras negras do mundo musical carioca, como Pixinguinha, Donga, João da Baiana, Heitor dos Prazeres, que se reuniam na casa da ialorixá Tia Ciata (1854 - 1924) para as rodas de batuque africano.
Tia Ciata trabalhava como doceira na rua Rua da Carioca, sempre vestida de baiana, e foi líder cultural e mãe de 16 filhos.
Reginaldo Prandi escreve:  "O candomblé nessa cidade é um culto organizado. Continuemos a ler mais um pouco de João do Rio. Ele conta sobre os babalaôs, mathematicos geniaes, sabedores dos segredos santos e do futuro da gente, que jogam o opelé, e fala dos babás, que atiram o endilogum; são babaloxás, pais de santos veneráveis. Nos lanhos da cara puzeram o pó da salvação e na boca têm sempre o obi, noz de kola.[...] Ha os babalaôs, os açobáa, os aboré, grão máximo, as mães pequenas, os ogãs, as agibonam… e as iaô, evidentemente, a quem João do Rio dedica muitas páginas de deliciosa precisão e explicitíssimo preconceito."

## Representação na cultura
É retratada na novela Nos Tempos do Imperador, onde é reduto dos negros livres no Rio de Janeiro. É governado por Dom Olu Maquemba, Rei da Pequena África, interpretado por Rogério Brito. É uma clara alusão a dois príncipes negros que viveram no Brasil, Dom Oba II e Osuanlele, Principe de Ajudá.

### Revitalização e Afroturismo
No contexto das obras preparatórias para os Jogos Olímpicos de 2016, a Zona Portuária do Rio de Janeiro passou por um processo de revitalização por meio do projeto Porto Maravilha, com o objetivo de incentivar o desenvolvimento turístico e sociocultural na área. 
Durante as intervenções, achados arqueológicos relevantes levaram à criação do Circuito Histórico e Arqueológico de Celebração da Herança Africana, também conhecido como Circuito da Herança Africana.

Atualmente, a área conhecida como Pequena África se consolidou como um polo turístico e gastronômico, impulsionando o afroturismo no Brasil. O Instituto Pretos Novos oferece passeios guiados gratuitos sobre a herança africana no Rio de Janeiro, com  roteiro que começa em frente à estátua de Mercedes Baptista, primeira bailarina negra do Theatro Municipal do Rio de Janeiro, no Largo São Francisco da Prainha. O percurso dura cerca de duas horas e abrange locais históricos e culturais, como a Pedra do Sal, o Morro da Conceição, o Jardim Suspenso do Valongo, a Casa da Tia Ciata, o Cais do Valongo e o Cemitério dos Pretos Novos, destacando as conexões entre a zona portuária e a história da escravidão no Brasil. Na Pequena África também acontecem eventos culturais, como rodas de samba e festivais de arte, promovendo a preservação e valorização da herança afro-brasileira.